# Réseau de distribution (fluides)
 (janvier 2016).
Si vous disposez d'ouvrages ou d'articles de référence ou si vous connaissez des sites web de qualité traitant du thème abordé ici, merci de compléter l'article en donnant les références utiles à sa vérifiabilité et en les liant à la section « Notes et références ».
Pour les articles homonymes, voir réseau de distribution.
Dans le cadre de la logistique industrielle et de l'approvisionnement des populations, un réseau de distribution des fluides est un ensemble d'installations et d'organisations permettant d'acheminer et de livrer un produit, depuis des lieux de production ou d'arrivée de transport, vers des lieux d'utilisation finale. L'acheminement de distribution se fait généralement par route, par canalisations, par rail, voies fluviales ou maritimes, les premiers étant plutôt pour la distribution de détail et les derniers pour le transport.

## Distribution pétrolière
Dans l'industrie pétrolière, un réseau de distribution est un ensemble de dépôts de stockage, de moyens de transport (camions citerne par exemple), de points de vente et de stations-service officielles qui permet à une compagnie pétrolière d'écouler et de vendre les produits issus du traitement des bruts dans les raffineries. 
Le réseau de distribution est divisé en branches (ou canaux) dépendant de l'importance de la quantité de produits écoulés. Une compagnie peut ne pas avoir de raffinerie et avoir seulement un réseau de distribution (exemple les supermarchés) ou au contraire avoir des raffineries sans réseau de distribution (raffineurs indépendants…). Dans ce cas ceux-ci louent les unités de raffinage pour faire des traitements à façon.

## Distribution gazière
Le gaz sous pression est généralement acheminé sur de longues distances par des canalisations appelées gazoducs. Les gazoducs sont en majorité terrestres, soit enfouis à environ un mètre de profondeur dans les zones habitées, soit posés à même le sol en zone désertique ou en zone à sol dur.

## Distribution électrique
L'électricité est généralement acheminée des centres de production (les centrales électriques) vers les consommateurs à l'aide de lignes électriques exploitées à différents niveaux de tension, et interconnectées par des postes électriques. Le réseau électrique doit aussi assurer la gestion dynamique de l'ensemble production - transport - consommation, car l'énergie électrique est difficilement stockable.

## Distribution d'eau
La distribution d'eau désigne l'ensemble des réseaux et les compagnies assurant la distribution de l'eau potable jusqu'aux particuliers et d'eau en général aux industries. Autrefois assurée par les puits et fontaines, souvent collectifs, la distribution de détail se fait en général par canalisations.